# 물이끼목
물이끼목(Sphagnales)은 물이끼강에 속하는 이끼 목의 하나이다. 현존하는 4개 속으로 이루어져 있다.

## 하위 분류
- 암부카나니아과 (Ambuchananiaceae)
  - 암부카나니아속 (Ambuchanania) - 단일 종, Ambuchanania leucobryoides
  - Eosphagnum - 단일 종, Eosphagnum inretortum
- 플라트베르기움과 (Flatbergiaceae)
  - 플라트베르기움속 (Flatbergium) - 단일 종, Flatbergium sericeum
- 물이끼과 (Sphagnaceae)
  - 물이끼속 (Sphagnum) - 약 350종